# باغ‌وحش سنگاپور

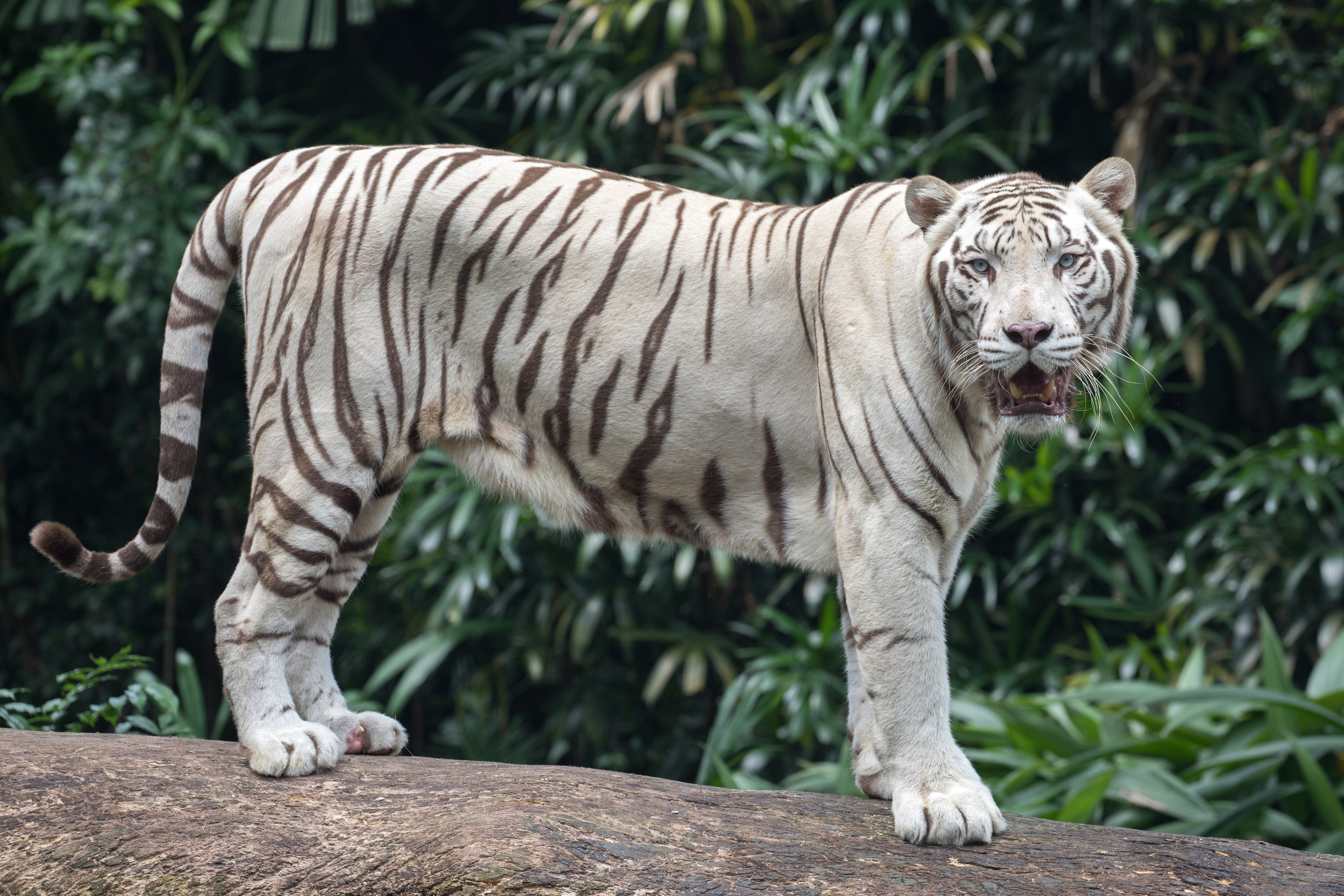
نگاره‌ای از یک ببر سفید در باغ‌وحش سنگاپور.

باغ وحش سنگاپور، باغ‌وحشی با مساحت ۲۸ هکتار، در حاشیه‌های Upper Seletar Reservoir در ناحیه آبگیر مرکزی در سنگاپور است. این باغ وحش با هزینه S$9m که توسط دولت سنگاپور پرداخت شده بود، تأسیس شد و در ۲۷ ژوئن ۱۹۷۳ بازگشایی گردید. این باغ وحش توسط Wildlife Reserves Singapore مدیریت می‌شود که همچنین اداره نخجیرگاه شبانه سنگاپور و پارک پرندگان جرونگ را هم بر عهده دارد. حدود ۳۱۵ گونه جانور در این باغ وحش وجود دارد که ۱۶ تای آنها گونه آسیب‌پذیر قلمداد شده‌اند. هر سال ۱.۵ میلیون نفر از این باغ وحش دیدن می‌کنند.

## نگارخانه

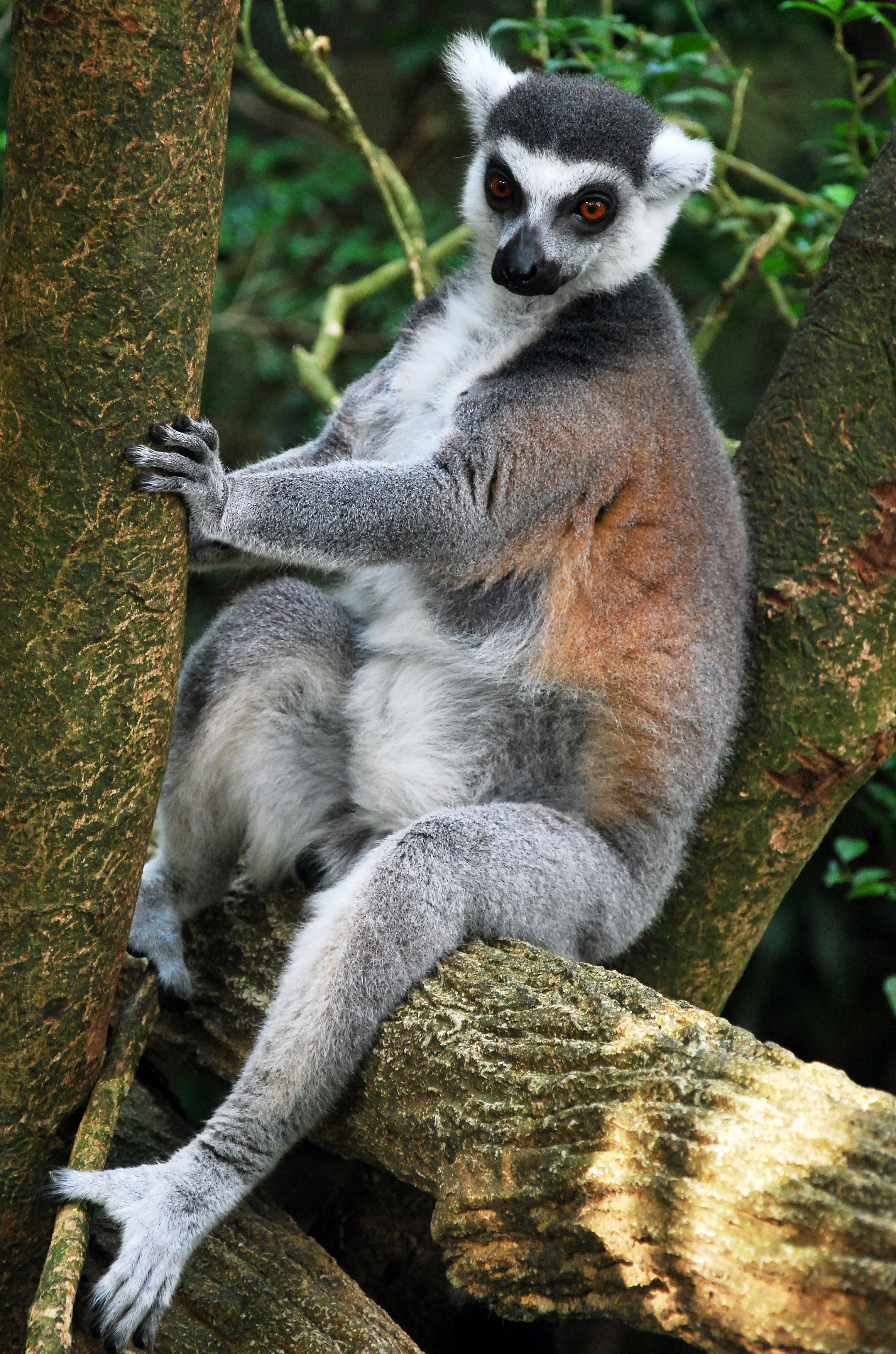
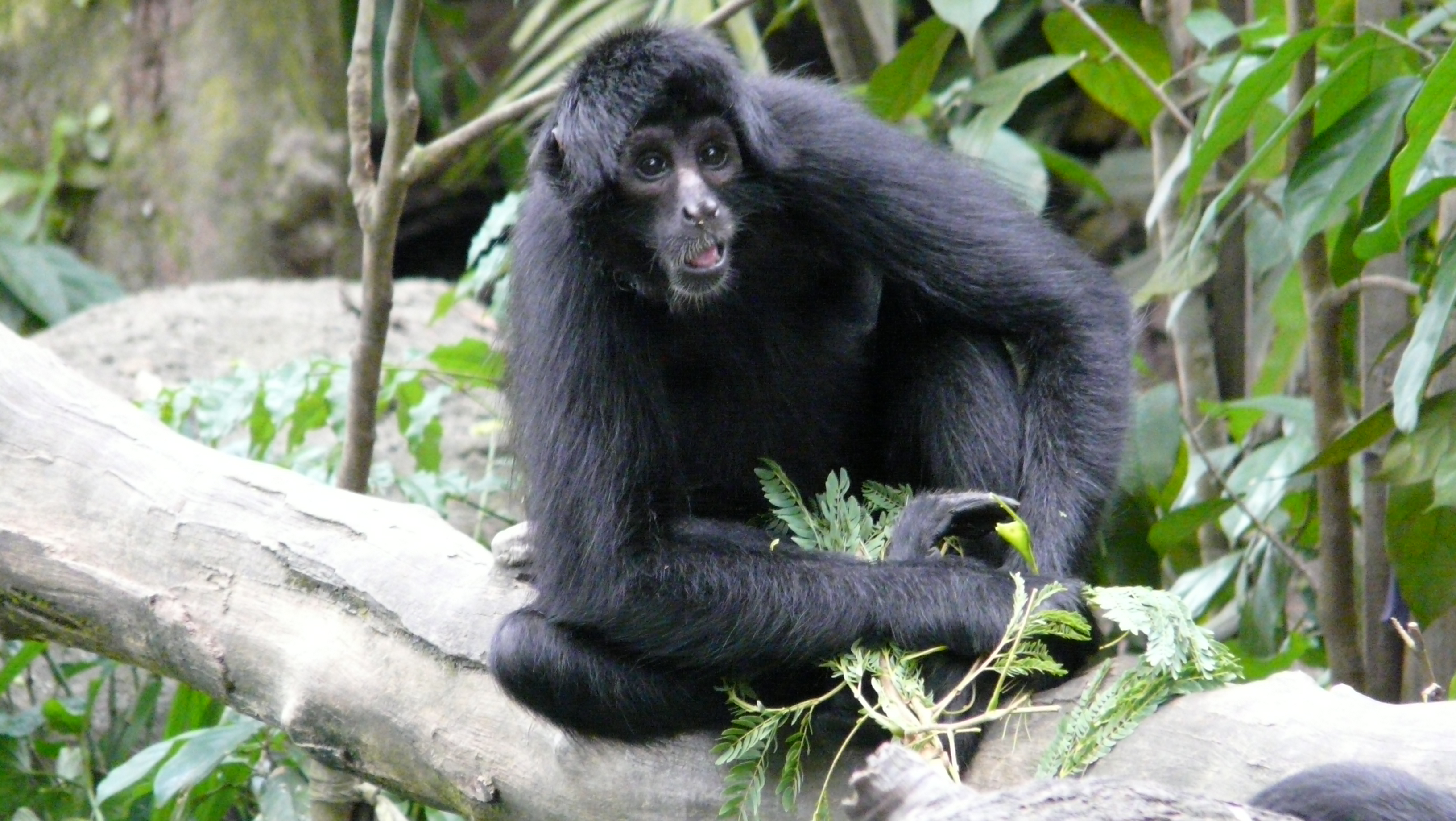
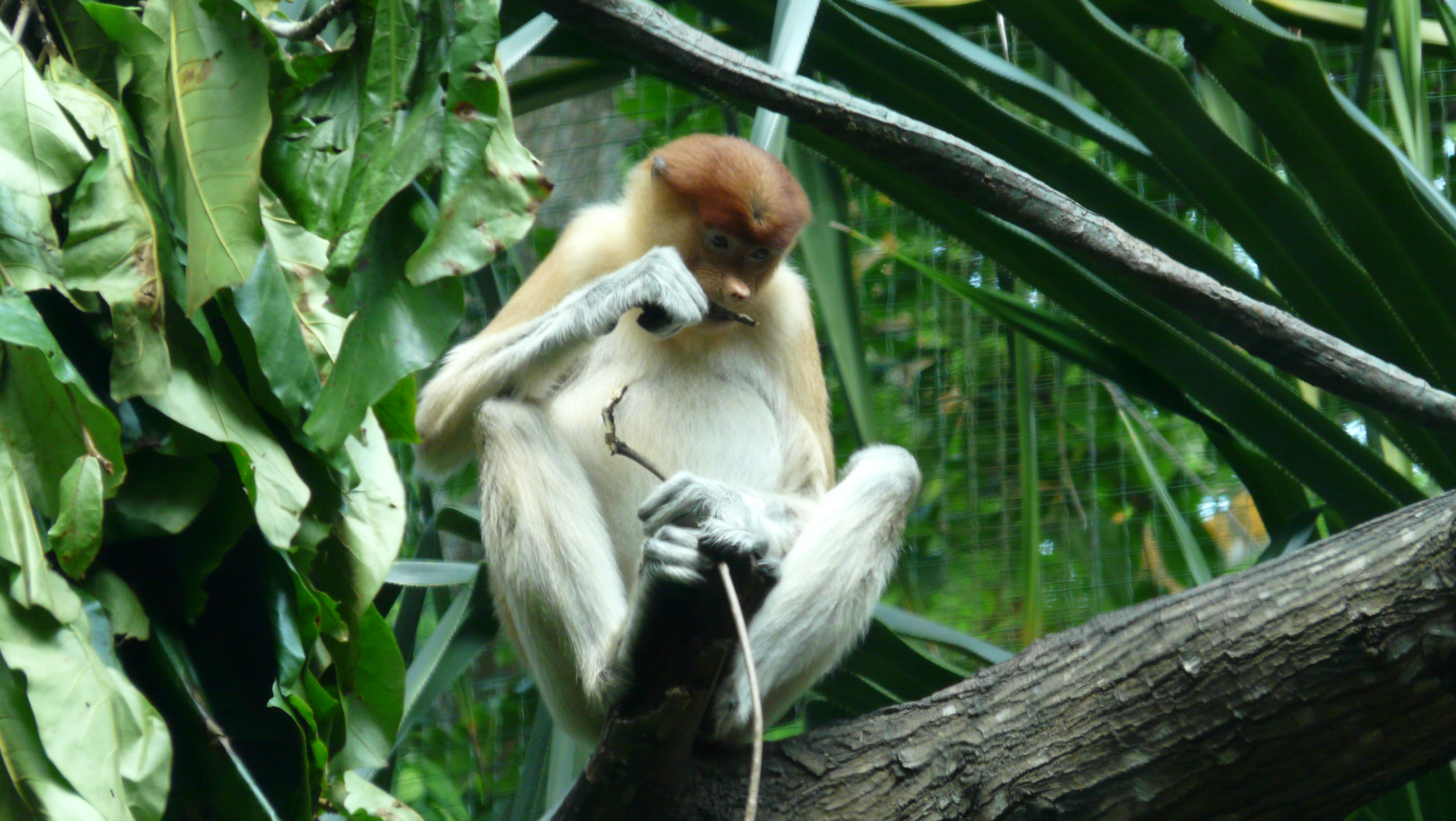
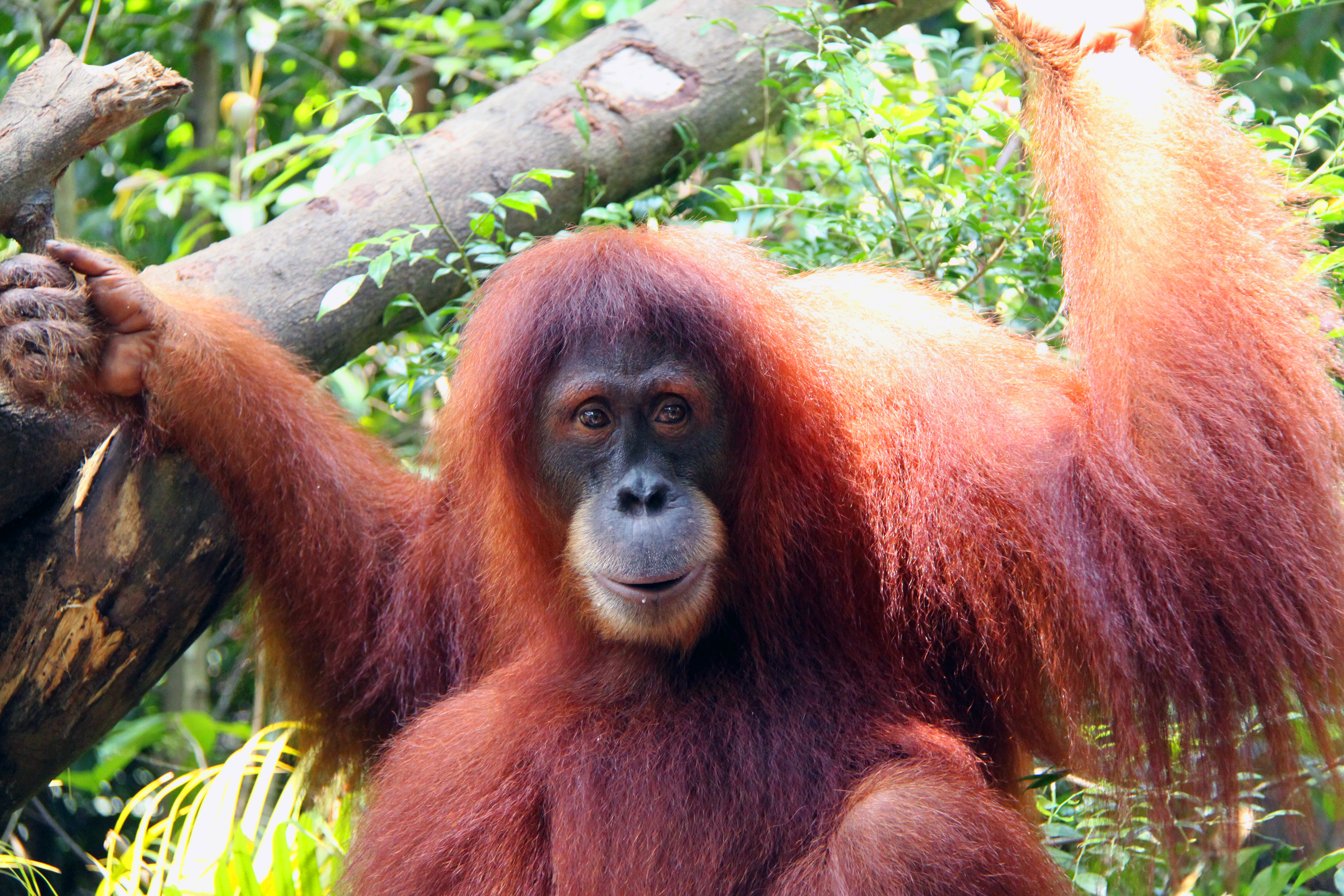
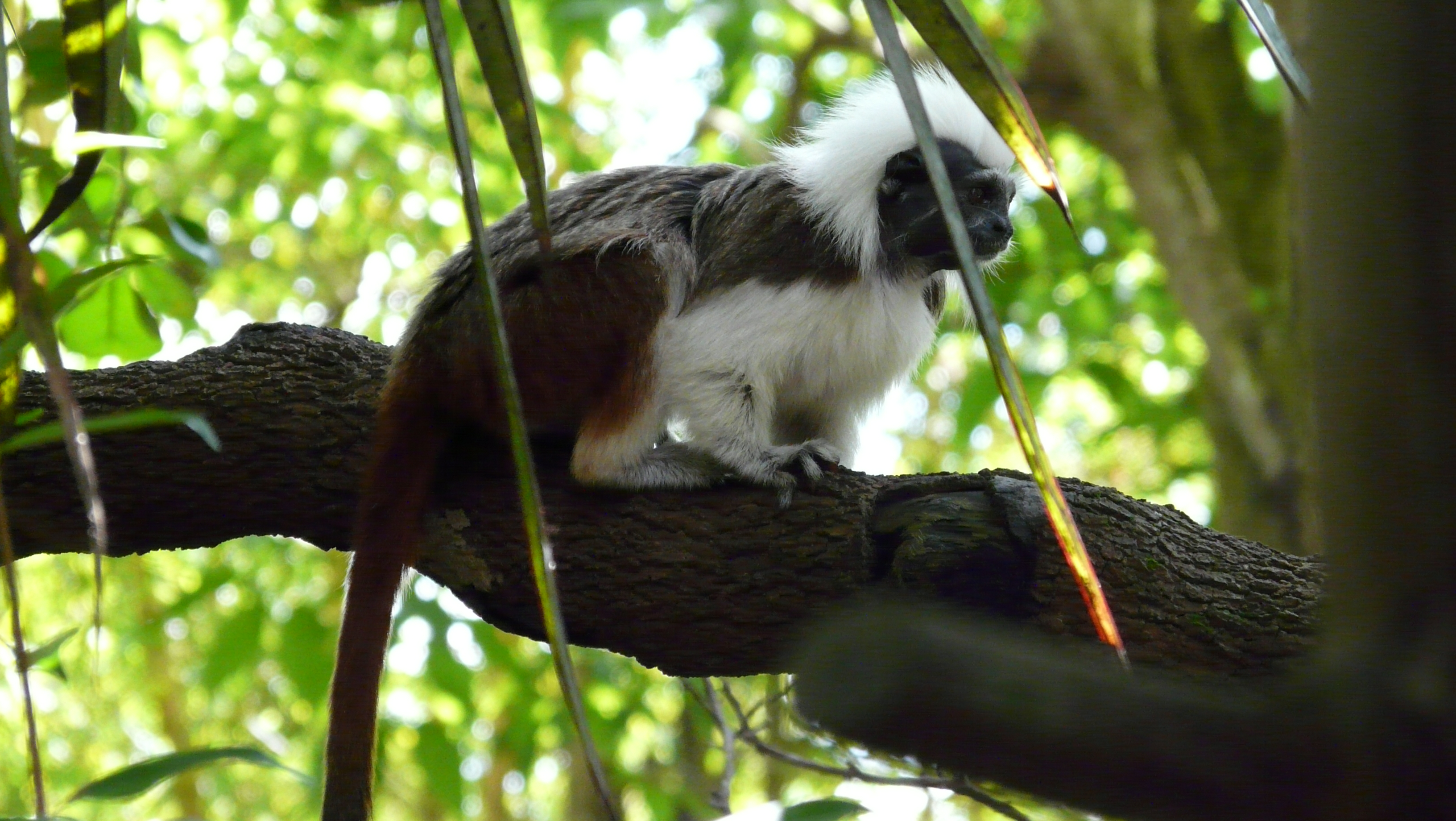
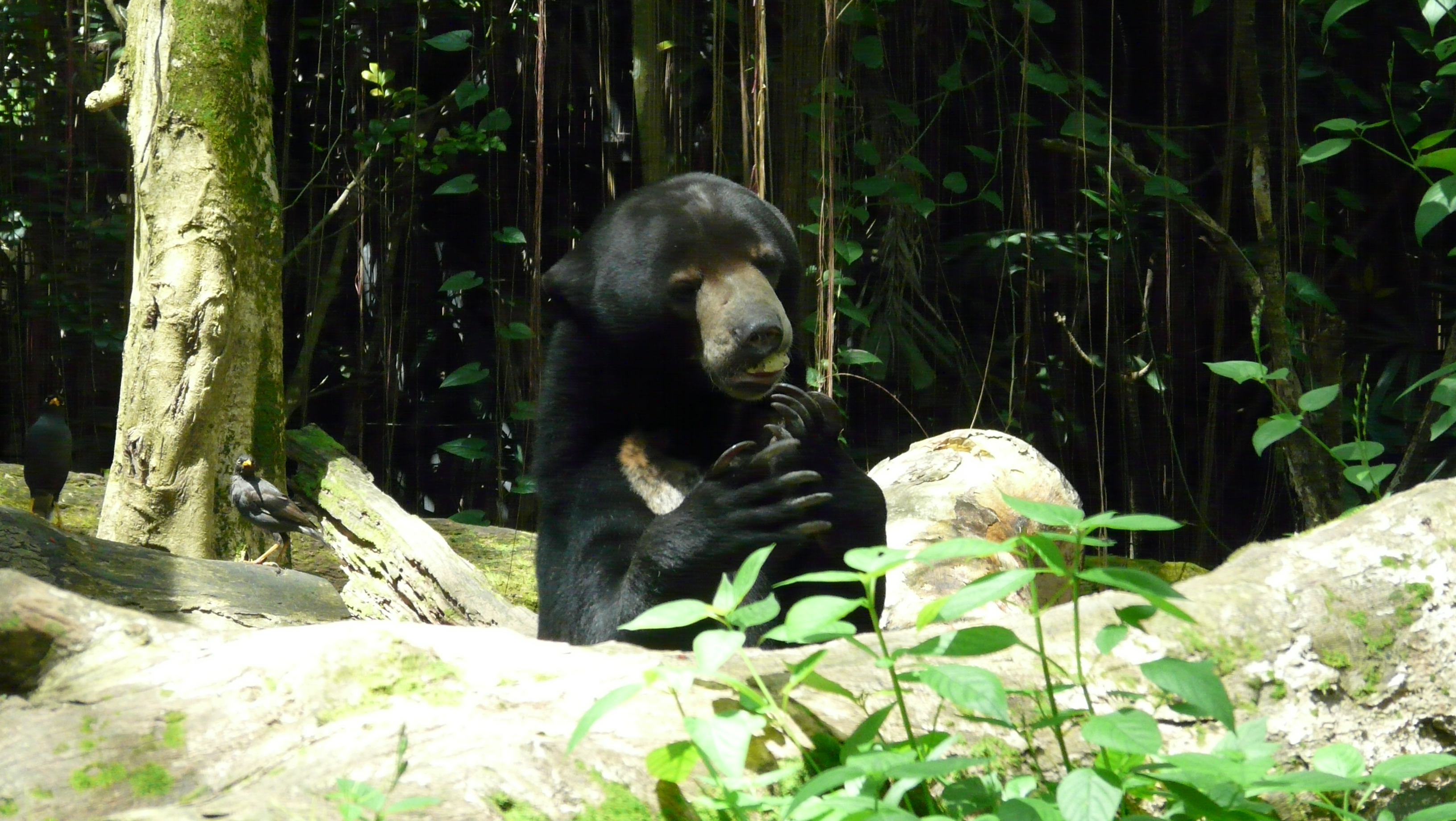
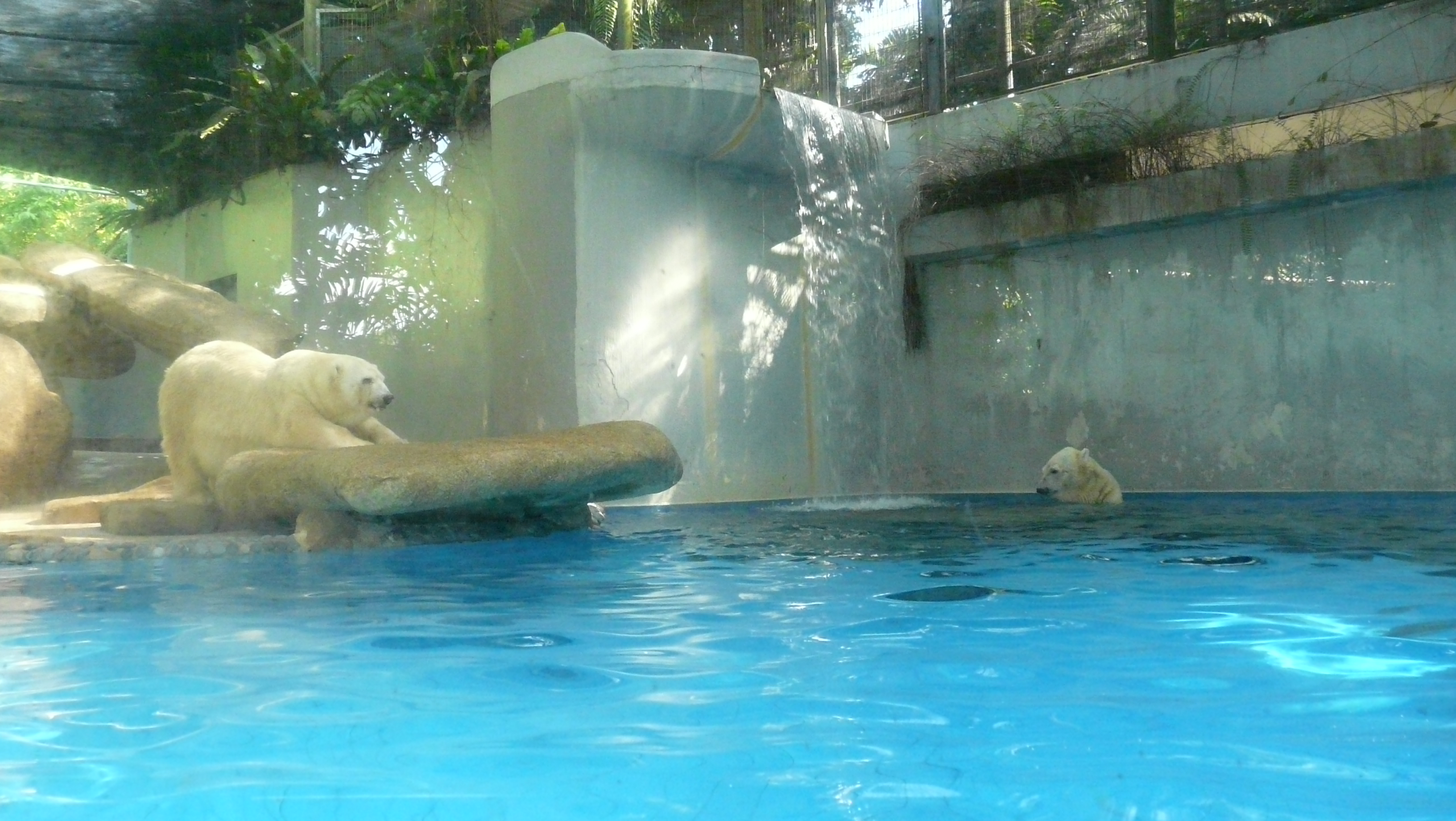
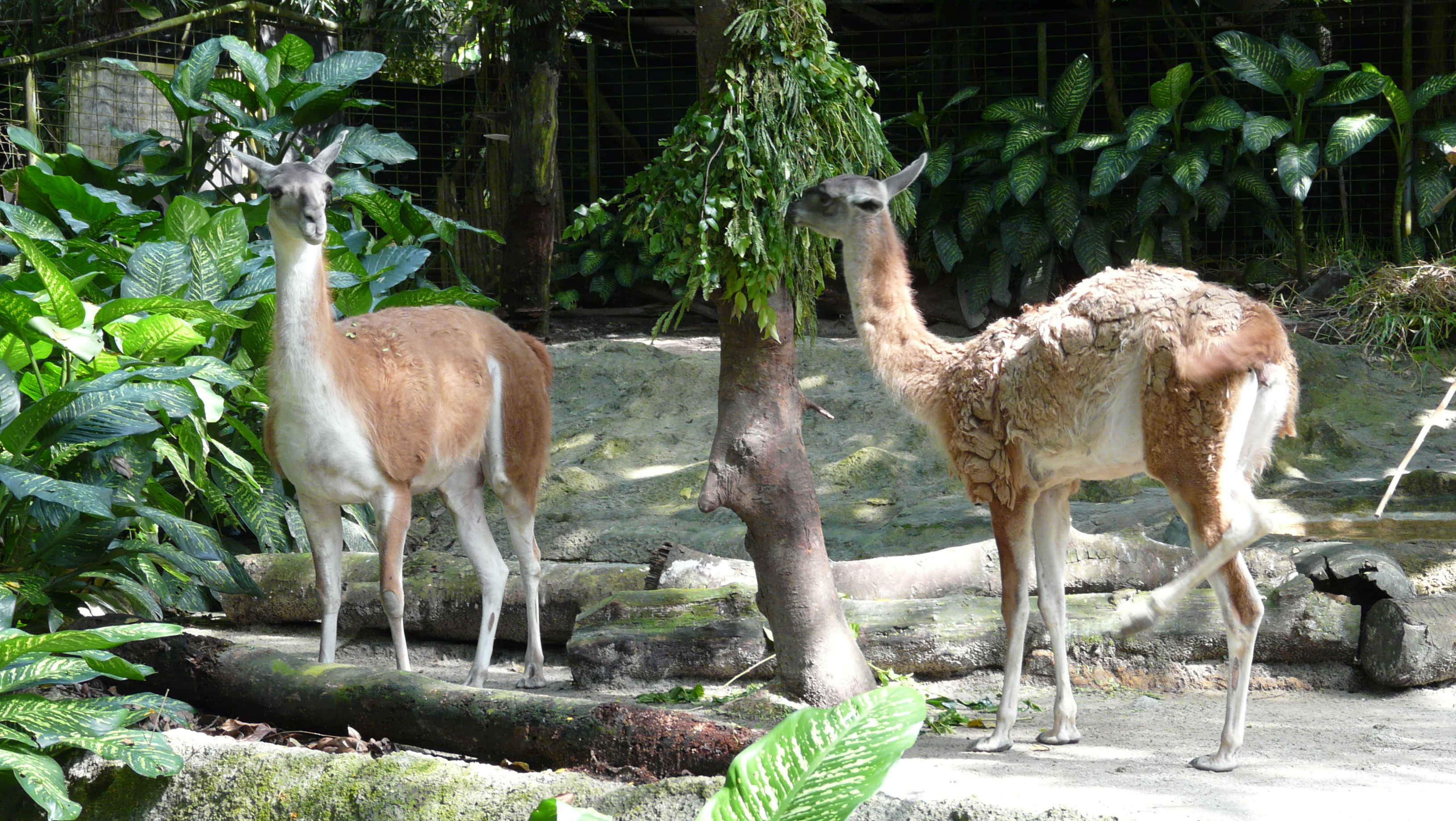
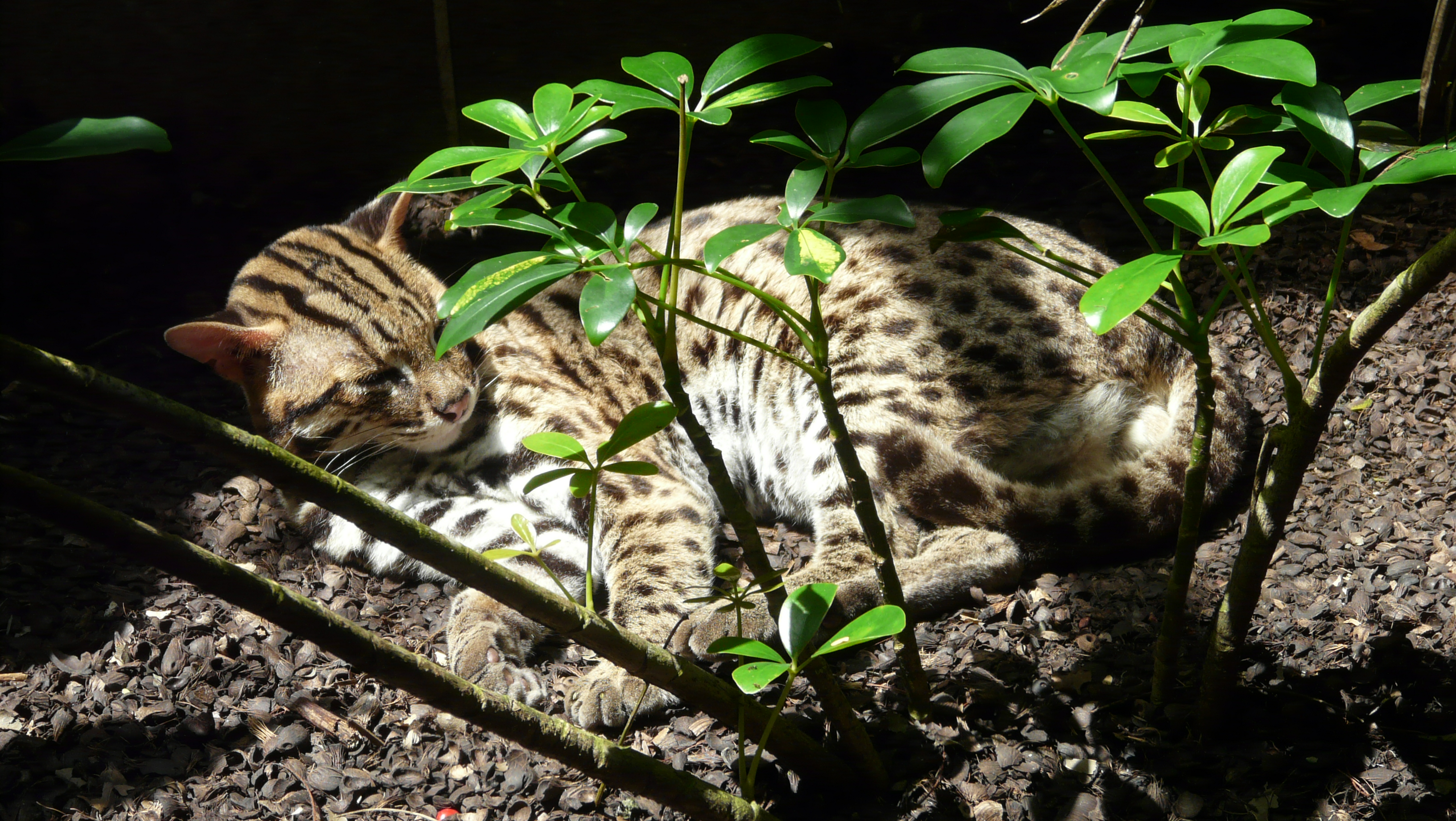
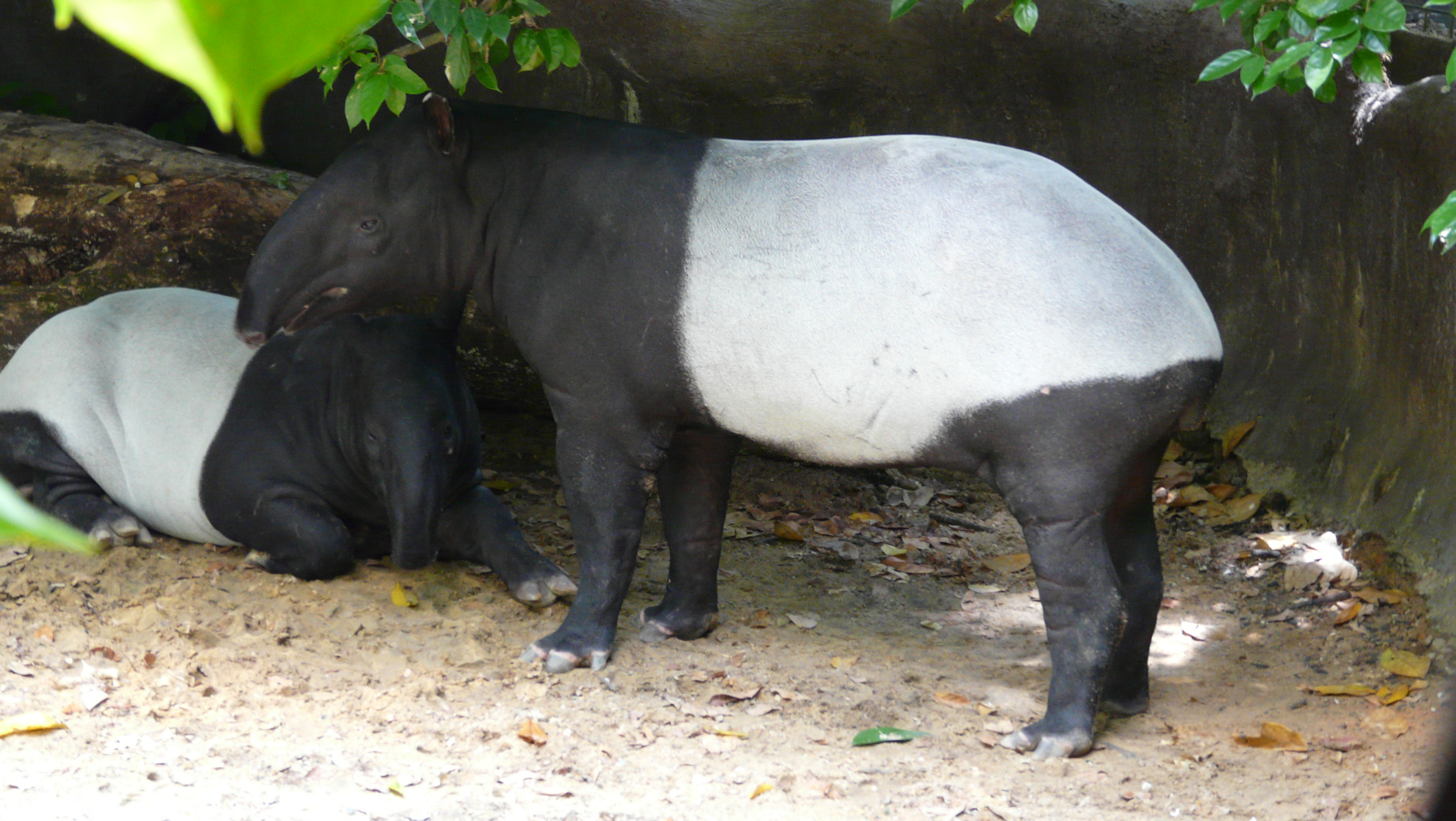
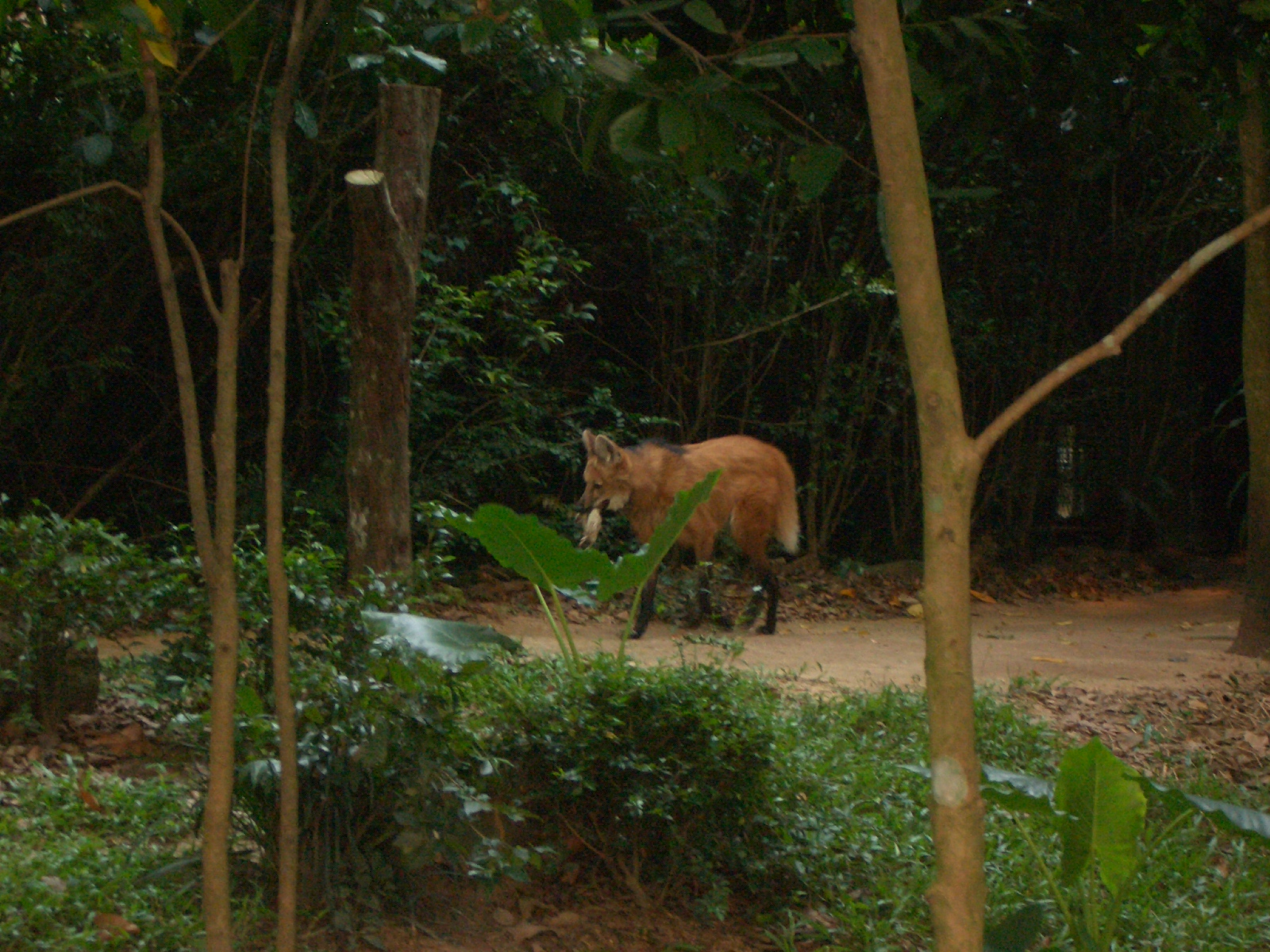
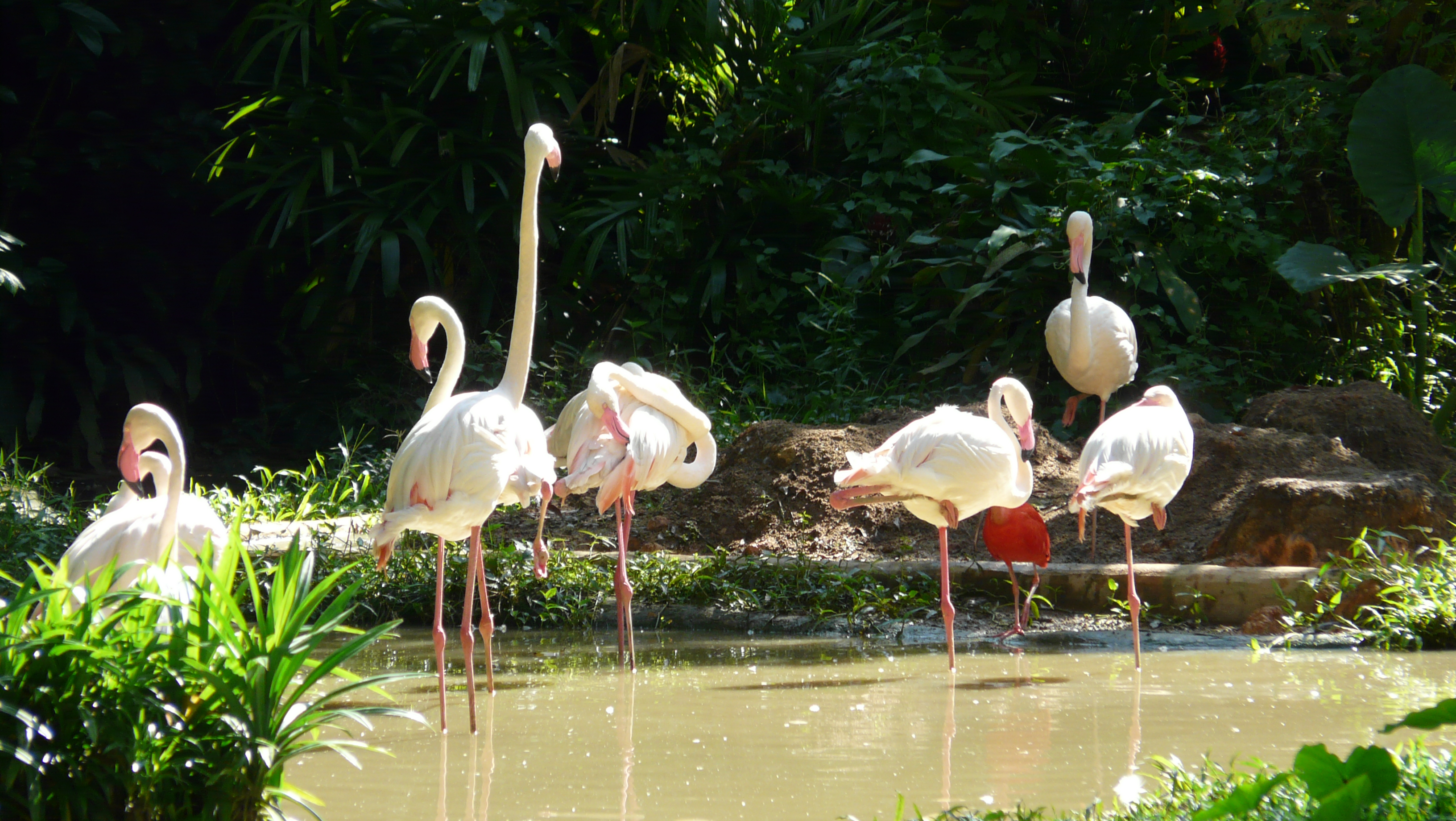
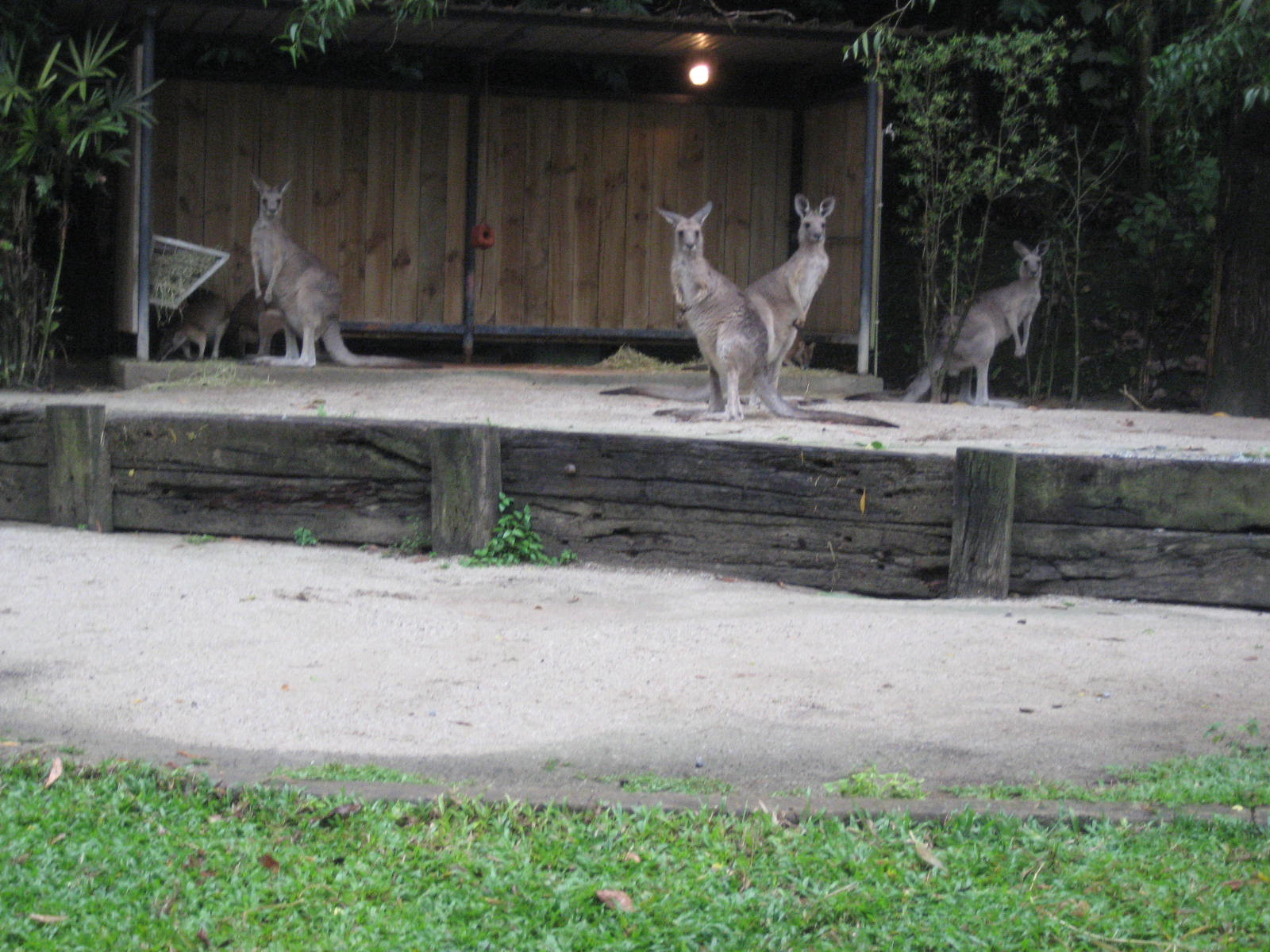